# インゴ・シュヴィヒテンバーグ
インゴ・シュヴィヒテンバーグ（Ingo Schwichtenberg、インゴ・シュヴィヒテンベルク 1965年5月18日 - 1995年3月8日）は、ドイツ・ハンブルク出身の元ドラマー。ジャーマンメタルバンドとして有名なハロウィンで活躍したが、1995年に列車に飛び込み自殺した。身長185cm。

## 経歴

### 生前のキャリア
15歳のころドラムに初めて触れる。同じハンブルク市内で既に音楽活動を始めていたカイ・ハンセンが当時結成していたGentryに加入し、ドラマーとしての第一歩を踏み出す。その後バンドは名称を変えながら最終的にハロウィンとなるが、この名前を考案したのはインゴである。1stミニアルバムの「Helloween」から「Chameleon」まで参加し、カイヴォーカル期とキスクヴォーカル期を支えるも、1993年に脱退。この時既にアルコールやドラッグに冒され、満足に音楽活動が出来る状態ではなかった。その後、インゴはプロの助けを得る為にリハビリ施設に2度ほど入所するも症状は改善されず、1995年3月、列車に飛び込み自ら命を絶ってしまった。享年29歳。
カイ・ハンセンとハロウィンのベーシストのマーカス・グロスコフはインゴが亡くなる数時間前にインゴのガールフレンドから彼が家から出たきり行方が分からない旨の連絡を受けており、その後しばらくしてガールフレンドからインゴの訃報を聞いたと当時を振り返っていた。また、ハロウィンのメンバーであるマイケル・ヴァイカート はインゴの問題をより難しいものにしていた理由に統合失調症を患っていたことが大きな原因でもあったと述べていた。

### 死後
インゴが使用していたドラム・キットはハロウィンがレコーディングに使用していたドイツ、ハンブルク所在の「H.O.M.E. Studio」に長らく保管されていたが（一部のドラム・キットはハロウィンの元メンバー、ローランド・グラポウに引き取られたともされる）、2021年にカイ・ハンセンとマイケル・キスク が再加入し制作されたアルバム「HELLOWEEN」にて同スタジオに保管されていたドラム・キットをハロウィンの現ドラマー、ダニ・ルブレのプレイによってレコーディングに使用された。その後、このドラム・キットはハロウィンのマネージメントに買い取られバンド側の所有となっている。